# Dionda melanops
Dionda melanops är en fiskart som beskrevs av Girard, 1856. Dionda melanops ingår i släktet Dionda och familjen karpfiskar. Inga underarter finns listade i Catalogue of Life.